# Aphanisma blitoides
Aphanisma blitoides là loài thực vật có hoa thuộc họ Dền. Loài này được Nutt. ex Moq. mô tả khoa học đầu tiên năm 1849.